# Wolfgang Ott (Serienmörder)
Wolfgang Christian Ott (* 1957) ist ein österreichischer Sexualstraftäter, zweifacher Mörder und mutmaßlicher Serienmörder, dessen Taten zu den spektakulärsten Kriminalfällen Österreichs gehören. 

## Straftaten und mutmaßlich begangene Straftaten
Ott fiel ab seinem zehnten Lebensjahr durch Angriffe auf Mitschülerinnen auf und wurde aufgrund dessen in eine Sonderschule und später ein Kinderheim der Stadt Wien übernommen. Die Hauptschule und verschiedene Ausbildungen brach er in weiterer Folge ab. Im Alter von 14 Jahren wurde er wegen eines versuchten Sexualdelikts angeklagt, wobei das Verfahren jedoch vor dem Jugendgericht eingestellt wurde. Mit 16 Jahren wurde er aufgrund mehrerer Angriffe auf Mädchen und Frauen, um diese zu sexuellen Handlungen zu bewegen, unter anderem wegen Körperverletzung, gefährlicher Drohung und Erpressung zu 15 Monaten Haft auf Bewährung, sowie einer Therapie verurteilt, die er jedoch nie antrat.
Am 8. Mai 1995 stand er wegen eines am 12. September 1994 in Perchtoldsdorf begangenen Überfalls auf eine 22-jährige Frau vor Gericht, welche er in sein Fahrzeug zu zerren versucht haben soll. Aufgrund der lauten Hilferufe und der heftigen Gegenwehr soll er jedoch von ihr abgelassen haben. Ott wurde jedoch im Laufe des Verfahrens aus Mangel an Beweisen freigesprochen. Am 13. Mai 1995 soll er zudem eine Frau in Purkersdorf angegriffen haben, der ebenfalls die Flucht gelang. Eine Tatbeteiligung konnte ihm jedoch nicht nachgewiesen werden.
Am 13. Juni 1995 entführte er in Perchtoldsdorf eine 39-jährige Geschäftsfrau und hielt sie über 20 Stunden lang an seiner Wohnadresse in Wien-Liesing gefangen, wobei er sie auch vergewaltigte. Während Ott mit der Bankomatkarte sowie dem Losungswort des Sparbuches seines Opfers Geld behob und dabei auch von einer Überwachungskamera aufgezeichnet wurde, gelang der Frau am 14. Juni die Flucht und die Alarmierung der Polizei, die sofort eine Großfahndung auslöste. Ott, der bei seiner Rückkehr das Polizeiaufgebot bemerkt haben dürfte, fuhr daraufhin mit seinem zum Campingwagen umgebauten Kleintransporter nach Steinbach am Attersee, wo er am 17. Juni in Weyregg eine 23-jährige Frau aus dem Bezirk Gmunden überfiel, welche gerade ihr Fahrzeug abgestellt und sich für eine Wanderung vorbereitet hatte. Ott fesselte und misshandelte die Frau, ehe er mit ihr rund 19 Stunden über mehrere hundert Kilometer durchs Land fuhr und schließlich an einem Ufer der Salza in der Steiermark frei ließ. Nach Ansicht der Ermittler dürfte es der Frau gelungen sein, ein Vertrauensverhältnis zu Ott aufzubauen, dem sie auch versprochen hatte, ihn wieder treffen zu wollen. Die Frau vertraute sich erst am folgenden Tag ihrem Vater an, welcher die Sicherheitsbehörden benachrichtigte. 
Am 20. Juni 1995 wurde Ott im Weißenbachtal zwischen Steinbach am Attersee und Bad Ischl vom Gendarmen Werner Eigruber des Gendarmeriepostens Schörfling, der mit dem Dienstmotorrad unterwegs war, zwecks Durchführung einer Personenkontrolle angehalten. Ott war mit einem Fahrrad unterwegs und versuchte sich als deutscher Tourist auszugeben. Da er jedoch keine Dokumente mitführte, mit Wiener Dialekt sprach und auch das Kennzeichen seines Fahrzeuges, in welchem sich seine Dokumente befinden sollen, nicht nennen konnte, rief Eigruber Verstärkung und durchsuchte mit dieser den von Ott am Gepäckträger mitgeführten Rucksack, in welchem das Sparbuch der seit dem 30. Mai 1995 vermissten 23-jährigen Bankangestellten Sonja Svec aus Simmering gefunden werden konnte. Habseligkeiten der vermissten Frau waren zuvor schon an der Wohnadresse von Ott gefunden worden. Während des Lokalaugenscheins an einem der Orte in der Obersteiermark, wo sich Ott mit der entführten Wanderin aufhielt, konnte im Zuge einer Suchaktion am 22. Juni 1995 auch die Handtasche von Svec vorgefunden werden. Im Zuge der Ermittlungen wurde auch festgestellt, dass Ott während der laufenden Fahndung in der Nacht zum 19. Juni 1995 in sein von der Polizei nicht überwachtes Haus in Wien-Liesing zurückgekehrt war, um persönliche Habseligkeiten mitzunehmen. Ott gestand in weiterer Folge die Entführungen an den Frauen in Liesing, Weyregg und Simmering. Zu Svec befragt, gab er an, die Frau drei Tage nach ihrer Entführung, wobei er sie vergewaltigt und misshandelt habe, lebend an einen Baum gefesselt, nahe einer Autobahnraststätte in Niederösterreich zurückgelassen zu haben. 
Am 26. Juni 1995 wurde im Bereich des Laufkraftwerkes Krippau, zwischen Altenmarkt und Landl, am Zusammenfluss der Salza mit der Enns, die Leiche von Sonja Svec entdeckt. Svec war den Ermittlungsergebnissen zu Folge mit einem Betonring lebend in der Salza versenkt worden, worauf sie ertrank. Nach dem Fund der Leiche gestand Ott, mit der Frau einen Paddelausflug auf dem Fluss unternommen zu haben, wobei er ihr den 28 kg schweren Betonring um die Füße gebunden habe, um sie an einer Flucht zu hindern. Im Zuge der Bootsfahrt sei sie dann plötzlich aus dem Boot gefallen. Später gab er jedoch zu, die Idee gehabt zu haben, den Betonring einfach ins Wasser zu werfen. Das Opfer sei sofort untergegangen und er habe sich nichts weiter dabei gedacht. Auch hier wurde festgestellt, dass Ott nach der Entführung von Svec deren Wohnung in Simmering aufgesucht hatte, um persönliche Gegenstände und auch die Katze seines Opfers mitzunehmen, welche später lebendig auf einem Nachbargrundstück des Hauses von Ott aufgefunden werden konnte.
Am 3. Oktober 1996 wurde Ott vor dem Wiener Landesgericht wegen Mordes, Vergewaltigung und Freiheitsentziehung einstimmig für schuldig befunden und zu lebenslanger Freiheitsstrafe verurteilt, wobei seine Einlieferung in den Maßnahmenvollzug für geistig abnorme Rechtsbrecher angeordnet wurde. Zwischenzeitlich wurde Ott auch mit dem Verschwinden der 19-jährigen Schülerin Karin Müller aus Bisamberg in Verbindung gebracht, welche am 10. Juni 1995 auf dem Weg nach Wildalpen verschwunden war, wo sie einen Paddelausflug mit ihrem Freund auf der Salza unternehmen wollte. Im Kleintransporter von Ott konnten später an einem Spanngurt zwei Haare der Karin Müller gefunden werden, darüber hinaus wollen zwei Zeugen Karin Müller nahe eines Parkplatzes gesehen haben, auf dem sich Ott mit seinem Fahrzeug befunden haben soll. Diese Ermittlungsergebnisse reichten jedoch vorerst nicht für eine Anklageerhebung.
Am 5. Juni 1997 fand ein pensionierter Förster in einem Waldstück in Palfau Knochen und einen menschlichen Schädel. Die Identifizierung der Überreste als jene von Karin Müller erfolgte unter anderem aufgrund des Gebisses, wobei der Vater des Opfers, ein Zahntechniker mit eigenem Dentallabor in Wien, zur Identifizierung beitrug. Eine Todesursache konnte aufgrund des Zustandes der Leiche nicht mehr festgestellt werden. Das Leobener Landesgericht sah es trotz des Leugnens des Angeklagten einstimmig als erwiesen an, dass Ott auch für den Tod von Karin Müller verantwortlich ist und verurteilte ihn am 24. Februar 1999 erneut wegen Mordes zu lebenslanger Freiheitsstrafe. 
Ott galt weiters als Verdächtiger im Todesfall der 34-jährigen Helga V., die am 23. Juni 1995 in der Nähe des Fundortes von Sonja Svec aus der Salza geborgen wurde, sowie im Todesfall der 17-jährigen Martina P., die am 22. November 1986 am Ufer des Mondsees aufgefunden wurde. In beiden Fällen konnte jedoch kein Indiz oder Beweis für eine Beteiligung von Ott am Tod der Frauen ermittelt werden. 

## Haft
Am 1. Juli 2004 versteckte sich Wolfgang Ott während seiner Tätigkeit in der Tischlerei der Justizanstalt Graz-Karlau in einem mit Schnappscharnieren verschlossenen sowie zur Auslieferung bestimmten Kasten und ließ sich von Mithäftlingen auf einen anstaltseigenen LKW laden, der ins Außenlager Maria Lankowitz fahren sollte. Am Gefängnistor wurde Ott jedoch bei einer routinemäßigen Kontrolle des Fahrzeuges entdeckt. Neben internen Konsequenzen für Ott, wie den Abzug von seiner Tätigkeit und erhöhten Sicherheitsvorkehrungen für seine Person, führte sein Fluchtversuch zur Installierung eines Pulsfrequenzmessgerätes im Schleusenbereich, das die Detektion von in Fahrzeugen versteckten Personen ermöglicht.
Am 24. April 2017 wurde Wolfgang Ott, nachdem er mit etwa 20 Schmerzmittelpflastern in seiner Zell in der Justizanstalt Stein aufgefunden wurde, mit Verdacht auf Medikamentenmissbrauch in das Kremser Krankenhaus eingeliefert. Drei Tage später, am 27. April 2017, wurde er wieder in die Justizanstalt zurückgebracht. Über die Hintergründe des Vorfalls wurde nichts bekannt.

## Sonstiges
In seiner Jugend entwickelte Ott eine Leidenschaft für das Klettern, Paddeln sowie Tauchen und begann im Alter von 20 Jahren mit der Fotografie und dem Filmen, wobei er unter anderem für den ORF Dokumentationen auf den Malediven und Borneo drehte.

## Podcasts
- Serienmörder Wolfgang Ott, Am Attersee gestoppt, Life Radio, mit Interviews des Kriminalisten Ernst Geiger und des pensionierten Gendarmen Werner Eigruber